# Odochilus sarawakensis
Odochilus sarawakensis är en skalbaggsart som beskrevs av Rakovic 1997. Odochilus sarawakensis ingår i släktet Odochilus och familjen Aphodiidae. Inga underarter finns listade i Catalogue of Life.